# Торгун (посёлок)
Торгун — посёлок в Старополтавском районе Волгоградской области России, административный центр Торгунского сельского поселения.
Население — 752 (2010)

## Физико-географическая характеристика
Посёлок расположен в степи, в Заволжье, на левом берегу реки Водянка (приток Торгуна), на высоте 44 метра над уровнем моря. Рельеф местности равнинный. Почвы комплексные: распространены светло-каштановые солонцеватые и солончаковые, солонцы луговатые (полугидроморфные) и лугово-каштановые
Расстояние до районного центра села Старая Полтавка составляет 69 км, до областного центра города Волгограда — 340 км, до ближайшего крупного города Саратова — 220 км. Ближайшая железнодорожная станция Гмелинская (Приволжская железная дорога, линия Красный Кут — Астрахань) расположена в 32 км от села.
Климат
Климат умеренный континентальный (согласно классификации климатов Кёппена — Dfa). Многолетняя норма осадков — 328 мм. Наибольшее количество осадков выпадает в июле — 38 мм, наименьшее в марте — 16 мм. Среднегодовая температура положительная и составляет + 6,8 °C, средняя температура самого холодного месяца января −10,3 °C, самого жаркого месяца июля +23,4 °C.

## История
Основан в период коллективизации как центральная усадьба организованного в 1931 году мясосовхоза № 98 «Парижская коммуна». Входил в состав Палласовского, с 1935 года Гмелинского кантонов АССР немцев Поволжья.
В сентябре 1941 года немецкое население было депортировано. Совхоз № 98 в составе Гмелинского района отошёл к Сталинградской области (с 1961 года — Волгоградской). В 1950 году в связи с ликвидацией Гмелинского района село вошло в состав Ставрополтавского района области. В 1957 году поселок центральной усадьбы совхоза «Парижская Коммуна» переименован в посёлок Торгун.

## Население
Динамика численности населения по годам:
| 1987 | 2002 |
| ---- | ---- |
| ≈940 | 758  |

| 2010 |
| ---- |
| 752  |